# Космическая одиссея 2001 года
«Космическая одиссея 2001 года» (англ. 2001: A Space Odyssey; вариант перевода — «2001 год: Космическая одиссея») — культовый научно-фантастический фильм Стэнли Кубрика 1968 года, ставший вехой в развитии кинофантастики и мирового кинематографа в целом. В основу фильма легли рассказы Артура Кларка: «Часовой», опубликованный в 1951 году, и другие произведения Кларка, причём, по заявлениям самого Артура, все рассказы были основательно переработаны. Кларк разработал сценарий вместе с Кубриком ещё до написания романа «2001: Космическая одиссея», вышедшего в свет сразу после фильма.
Картина рассказывает о серии встреч людей с таинственными чёрными монолитами, воздействующими на ход человеческой эволюции. Первая состоялась на заре истории. Второй раз люди находят монолит на Луне в эпоху освоения человеком околоземного пространства. Монолит испускает мощное излучение в сторону Юпитера, и тогда было решено отправить туда экспедицию, которой командуют астронавты Дейв Боумен (Кир Дулли) и Фрэнк Пул (Гари Локвуд), а также сверхразумный компьютер HAL 9000, который имеет почти полный контроль над кораблём.
В 1991 году лента была включена в Национальный реестр фильмов США. По версии Американского института кино, это лучший научно-фантастический фильм в истории Голливуда, а по версии международных кинокритиков — и во всей истории мирового кино. Во время опроса 358 кинорежиссёров в 2012 году больше голосов, чем за «Космическую одиссею», было подано только за «Токийскую повесть» Одзу. В СССР картина впервые была показана 18 июля 1969 года вне конкурсной программы Московского международного кинофестиваля. При этом, как отмечал сам Кубрик, на «Космическую одиссею» сильно повлиял Павел Клушанцев , режиссёр советского фильма «Планета бурь», вышедший в прокат семью годами ранее.
В 1984 году вышел сиквел ленты «Космическая одиссея 2010».
В честь книги и фильма НАСА назвала межпланетную станцию Марс Одиссей.
В 2011 году компания Samsung в судебном разбирательстве с Apple апеллировала к тому факту, что прообраз iPad можно увидеть в «Космической одиссее 2001 года».

## Сюжет
На протяжении более чем двух часов перед зрителем разворачивается сюжет, построенный вокруг иноземных артефактов, позднее названных «монолитами». Первый из них на заре человечества прибыл на Землю и научил древних австралопитеков пользоваться предметами в качестве инструментов и оружия. Он имел правильную форму прямоугольного параллелепипеда с соотношением сторон 1:4:9 (1²:2²:3²), имел абсолютно чёрный цвет и не поддавался воздействию любых инструментов или излучений. Австралопитек, научившись охотиться, становится лидером стаи и убивает вожака враждебных приматов.
Когда технологии людей в конце XX века достигли возможности посещения Луны, на ней был обнаружен такой же «монолит», погребённый под толщей лунного грунта в центре магнитной аномалии ЛМА-1 (Лунная магнитная аномалия). Когда его попытались извлечь, в лучах Солнца он неожиданно послал мощный сигнал во внешний космос.
При тщательном анализе направления предполагаемого места назначения сигнала на орбите Юпитера был обнаружен ещё один «монолит», гораздо больший, чем лунный. Чтобы исследовать этот «монолит», было решено использовать готовящуюся экспедицию «Дискавери».
Так как к тому времени люди ещё не совершали столь длительные перелёты, то было решено ввести команду исследователей в состояние анабиоза, а полёт доверить трём членам экипажа — двум пилотам НАСА и новейшему компьютеру с искусственным интеллектом HAL 9000. Однако, помимо логических построений и имитации человеческих эмоций, в алгоритмы работы HAL 9000 были привнесены жёсткие инструкции об истинной цели экспедиции со стороны военных, что и предопределило трагический исход экспедиции.
HAL 9000, испытывая необъяснимые затруднения в сокрытии истинной цели экспедиции (о «монолите» никто из экипажа не должен был узнать до тех пор, пока «Дискавери» не достигнет его), сначала солгал членам экипажа о неисправности блока антенны связи с Землёй, а затем, в ответ на разговор пилотов о недоверии искусственному интеллекту, убил одного из членов экипажа в открытом космосе, имитировав несчастный случай, и затем отключил системы жизнеобеспечения находящихся в анабиозе учёных. Чудом выживший Дейв Боумен (Кир Дулли) смог деактивировать HAL 9000 и достичь Юпитера. Там ему была объяснена истинная цель экспедиции — третий «монолит», но когда Боумен попытался обследовать его, то был унесён «за бесконечность» (так называется последняя глава фильма, (англ. Beyond the Infinite), по книге — за двадцать тысяч световых лет от Земли. Боумен оказался в странной комнате, где он быстро постарел. А на его смертном одре четвёртый «монолит» превратил Боумена в «Звёздное дитя». В финале картины зритель видит Боумена взирающим на Землю из космоса в новом обличье.

## В ролях
| Актёр             | Роль                     |
| ----------------- | ------------------------ |
| Кир Дулли         | Дейв Боумен              |
| Гари Локвуд       | Фрэнк Пул                |
| Уильям Сильвестер | Хейвуд Флойд             |
| Леонард Росситер  | Андрей Смыслов           |
| Маргарет Тайзак   | Елена                    |
| Роберт Битти      | Ральф Хальворсен         |
| Шон Салливан      | Билл Майклс              |
| Энн Гиллис        | мать Пула                |
| Дуглас Рейн       | HAL 9000 (голос)         |
| Фрэнк Миллер      | диспетчер миссий (голос) |

## Роли дублировали
«Варус-Видео», 1998 г.
| Актёр            | Роль                      |
| ---------------- | ------------------------- |
| Вадим Курков     | Дейв Боумен               |
| Сергей Чекан     | Фрэнк Пул                 |
| Алексей Борзунов | Хейвуд Флойд              |
| Игорь Ясулович   | Андрей Смыслов / HAL 9000 |
| Елена Астафьева  | Елена                     |

## Производство
Вскоре после завершения съёмок фильма «Доктор Стрейнджлав» (1964) Кубрик заинтересовался вопросом жизни вне Земли и решил сделать «по-настоящему хороший научно-фантастический фильм», начав поиск подходящего соавтора из научно-фантастического сообщества. Роджер Карас из Columbia Pictures посоветовал ему Кларка в качестве партнёра. И хотя Кубрик был убеждён, что Кларк «отшельник, чудак, живущий на дереве», он всё-таки послал писателю телеграмму, на которую Кларк ответил своим согласием и «ужасной заинтересованностью» (как он сам выразился), а также что не понимает, почему «Кубрик думает, что я отшельник?». Первая встреча Кубрика и Кларка состоялась 22 апреля 1964 года в Нью-Йорке. На должность художника-постановщика Кубрик приглашал Осаму Тэдзуку, будучи впечатлённым его сериалом Astro Boy, но получил отказ.

### Поиск материала
Когда Стэнли Кубрик впервые встретился с Артуром Кларком, он хотел сделать фильм об отношении человека и Вселенной, а Кларк (как он сам выразился) был намерен «создать произведение искусства, которое вызовет удивление, трепет… и даже, если это уместно, ужас». Кларк предложил Кубрику шесть своих рассказов, и в мае Кубрик выбрал один из них — «Часовой» (The Sentinel) — как основу для будущего фильма. Чтобы собрать больше материала и расширить сюжет, он посвятил остаток 1964 года чтению научных трудов по антропологии, просмотру фантастических фильмов и сеансам мозговых штурмов. Кларк и Кубрик в течение двух лет трансформировали «The Sentinel» в роман, а затем в сценарий для фильма.

### Внеземной разум
Астроном Карл Саган пишет в своей книге, что Стэнли Кубрик обращался к нему с вопросом о внеземной жизни. Кубрик хотел привлечь актёров для изображения инопланетных гуманоидов, однако Саган был убеждён, что инопланетные формы жизни вряд ли имеют сходство с жизнью земной, и подобное изображение добавит элемент фальши в фильм. Саган предложил лишь обозначить существование внеземного разума, но не изображать его. Он присутствовал на премьере и был рад тому, что оказал некоторую помощь. Кубрик намекнул в фильме на существование невидимой инопланетной расы, предположив в интервью 1968 года, что, пройдя миллионы лет эволюции, эти гуманоиды инопланетной расы стали бессмертными машинами, а затем существами из «чистой энергии и духа».

### Суперкомпьютеры
Кубрик наделил главный компьютер миссии «Юпитер» интеллектом на уровне человека и способностью различать человеческие эмоции. Режиссёр согласился с мнением компьютерных специалистов, что сложные компьютеры с возможностью самообучения на основе накопленного опыта рано или поздно разовьют такие эмоции, как страх, ненависть, любовь и зависть. В конечном итоге эти машины станут подвержены обычным человеческим расстройствам психики, как HAL в этом фильме.
Кларк заявил, что схожесть имени компьютера HAL с аббревиатурой IBM является чистым совпадением. HAL расшифровывается как «Heuristically programmed Algorithmic computer» (Эвристически запрограммированный алгоритмический компьютер) или «Heuristic ALgorithmic computer» (Эвристический алгоритмический компьютер).
В глобальном смысле эвристика — это наука, изучающая творческую деятельность. В кибернетике эвристический способ решения задачи — это метод проб и ошибок, следуя которому компьютер выбирает оптимальный вариант решения, частично основываясь на предыдущем опыте решения подобных задач. Компьютер с эвристическим анализом способен отклоняться от заранее заданных инструкций и самостоятельно принимать решения, что является неотъемлемой частью искусственного интеллекта.

### Космические корабли
Все транспортные средства в фильме были изготовлены очень тщательно, внимание уделялось даже мелким деталям интерьера для большей реалистичности. Команда по моделированию во главе с двумя экспертами из НАСА, научным консультантом Фредом Ордвеем и постановщиком Гарри Ланге, была озабочена проработкой функции каждого отдельного компонента систем корабля, маркировкой отдельных кнопок, а также вывода на экраны вероятных операционных, диагностических и других данных. Дуглас Трамбулл, создатель специальных эффектов, пишет: «Одной из наиболее серьёзных проблем, которые мешали нам на протяжении всего производства, была необходимость отслеживать все новые идеи, изменения, переоценки и изменения дизайна, а также сюжета». Ордвей отметил, что у промышленности США были проблемы с производством необходимых для воплощения идей Кубрика компонентов, а дизайн транспортных средств часто обновлялся, учитывая изменения в сценарии. В конце концов, все эти проблемы были решены, и к началу съёмок в декабре 1965 года были готовы все окончательные варианты конструкций космических кораблей.
Стэнли Кубрик был очень внимателен к деталям: для съёмок были сделаны инструкции по использованию различных узлов космических аппаратов.

### Название
В своём релизе, опубликованном 23 февраля 1965 года, Кубрик именовал будущий фильм как Путешествие по ту сторону звёзд. Кларк вспоминал: «Это было не позже одиннадцати месяцев, как мы начали — в апреле 1965. Стэнли придумал название „2001: A Space Odyssey“. Насколько я помню, это была полностью его идея». Кубрика для названия вдохновил эпос Гомера «Одиссея»: «Это произошло для нас… то, что для греков были безбрежные моря, то для нашего поколения такая же тайна — Космос».

### Съёмки
Основные съёмки начались 29 декабря 1965 года в Shepperton Studios (Шеппертон, Англия). Студия была выбрана потому, что могла вместить яму размером 18×36×18 метров для съёмки сцены раскопок в кратере Тихо. В январе 1966 года производство было перемещено в британскую студию MGM, где велись натурные съёмки, а также создавались спецэффекты.
Фрэнк Миллер, который озвучивает управление полётами, был военнослужащим ВВС США в реальной жизни и контролировал реальные миссии. Его утвердили на эту роль, потому что его голос был самым подлинным, который кинематографисты смогли найти. Неопытный и нервный, он не мог удержаться от постукивания ногой во время записи сессии, и тогда неоднократно приезжавший на запись аудиотреков Стэнли Кубрик сложил полотенце, положил его под ноги Миллера, и сказал ему, что теперь можно стучать вволю.
Съёмки с актёрами были завершены в сентябре 1967 года, а с июня 1966 по март 1968 года Кубрик был занят в основном разработкой 205 кадров со спецэффектами. Режиссёр применил кропотливую внутрикамерную технику создания визуальных эффектов, избегая хромакея и масок, ухудшающих качество изображения. Монтаж фильма был завершён Кубриком в марте 1968 года, незадолго до выхода фильма на экраны. Премьерный показ фильма состоялся в Аптаун-театре в Вашингтоне (округ Колумбия) 2 апреля 1968 года, а с 3 апреля фильм начал выходить в широкий прокат.

### Вырезанные сцены
Вырезанные сцены «Космической Одиссеи» обычно делят на две категории: сцены, которые были удалены во время монтажа, и сцены, которые Кубрик удалил после премьерного показа.
Сцены, вырезанные при монтаже:
- Сцена, показывающая, как на Луне живут дети колонистов (сцена демонстрировала классную комнату, в которой проходит урок живописи; в детской массовке снялись обе дочери Кубрика);
- Хэйвуд Флойд покупает для своей дочери детёныша галаговых через видеофон в универмаге[прояснить];
- 10-минутный чёрно-белый ролик, снятый в виде интервью с реальными учёными (в числе которых был физик-теоретик Фримен Дайсон), где они обсуждали внеземную жизнь. Кубрик удалил эту сцену ещё после самого первого пробного показа, устроенного для руководства «MGM»[34];

Сцены, вырезанные уже после премьерного показа:
- В прологе «The Dawn of Man» было несколько дополнительных кадров, которые больше раскрывали изменения в поведении обезьян после воздействия на них Монолитом;
- Краткие кадры, показывающие бытовую повседневность на «Дискавери» (по времени большая часть из них должна была идти в самом начале сцены «Jupiter Mission», когда зрителю первый раз показывали Боумена и Пула);
- Боумен забирает запасную деталь для антенны из специальной ниши в восьмиугольном коридоре;
- Полёт Боумена к антенне из шаттла;
- Пул готовится сесть в шаттл и вылететь в космос (сцена визуально повторяла аналогичную сцену с Боуменом и была единственной самой длинной сценой, которая была удалена в этой редакции. Кубрик вырезал её, поскольку счёл лишней. Однако один критик после премьерного показа сказал, что смерть Фрэнка Пула после этой сцены выглядит более шокирующей[34]);
- HAL отключает радиосвязь с шаттлом Пула, прежде чем его убить;
- Боумен, блуждая в инопланетной комнате в скафандре, находит комнатные туфли и тёмный халат, который позже наденет (из-за этой вырезки заметен монтажный ляп: Боумен идёт вглубь комнаты в противоположную от входа в ванную сторону, а в следующем кадре входит уже в саму ванную; когда он входит, туфлю можно увидеть на скамеечке возле кровати, а на самой кровати — халат, хотя в предыдущих кадрах их там не было)[34].
- В большинстве прокатных фильмокопий этой редакции музыкальные композиции во вступлении, антракте и в финальных титрах были подсокращены, но в большинстве DVD-изданий эти фрагменты были восстановлены.

В декабре 2010 года создатель спецэффектов фильма Дуглас Трамблл объявил, что «Warner Brothers» нашла в Канзасе вырезанный видеоматериал длиной примерно 17 минут, который, по их словам, неплохо сохранился. Как было заявлено, это вырезанный материал постпремьерной редакции. Однако никаких сведений о том, будут ли эти вырезанные сцены вставлены в фильм или вообще будут ли продемонстрированы, пока не поступало.

### Шахматы
|   | a | b | c | d | e | f | g | h |   |
| - | --- | --- | --- | --- | --- | --- | --- | --- | - |
| 8 | a8 белый ферзь · f8 чёрная ладья · g8 чёрный король · c7 чёрная пешка · e7 чёрный слон · f7 чёрная пешка · g7 чёрная пешка · h7 чёрная пешка · a6 чёрная пешка · b5 чёрная пешка · e5 чёрный конь · f4 чёрный конь · c3 белая пешка · d3 чёрный ферзь · h3 чёрный слон · a2 белая пешка · b2 белая пешка · d2 белая пешка · f2 белая пешка · g2 белая пешка · h2 белая пешка · a1 белая ладья · b1 белый конь · c1 белый слон · d1 белый слон · f1 белая ладья · g1 белый король | a8 белый ферзь · f8 чёрная ладья · g8 чёрный король · c7 чёрная пешка · e7 чёрный слон · f7 чёрная пешка · g7 чёрная пешка · h7 чёрная пешка · a6 чёрная пешка · b5 чёрная пешка · e5 чёрный конь · f4 чёрный конь · c3 белая пешка · d3 чёрный ферзь · h3 чёрный слон · a2 белая пешка · b2 белая пешка · d2 белая пешка · f2 белая пешка · g2 белая пешка · h2 белая пешка · a1 белая ладья · b1 белый конь · c1 белый слон · d1 белый слон · f1 белая ладья · g1 белый король | a8 белый ферзь · f8 чёрная ладья · g8 чёрный король · c7 чёрная пешка · e7 чёрный слон · f7 чёрная пешка · g7 чёрная пешка · h7 чёрная пешка · a6 чёрная пешка · b5 чёрная пешка · e5 чёрный конь · f4 чёрный конь · c3 белая пешка · d3 чёрный ферзь · h3 чёрный слон · a2 белая пешка · b2 белая пешка · d2 белая пешка · f2 белая пешка · g2 белая пешка · h2 белая пешка · a1 белая ладья · b1 белый конь · c1 белый слон · d1 белый слон · f1 белая ладья · g1 белый король | a8 белый ферзь · f8 чёрная ладья · g8 чёрный король · c7 чёрная пешка · e7 чёрный слон · f7 чёрная пешка · g7 чёрная пешка · h7 чёрная пешка · a6 чёрная пешка · b5 чёрная пешка · e5 чёрный конь · f4 чёрный конь · c3 белая пешка · d3 чёрный ферзь · h3 чёрный слон · a2 белая пешка · b2 белая пешка · d2 белая пешка · f2 белая пешка · g2 белая пешка · h2 белая пешка · a1 белая ладья · b1 белый конь · c1 белый слон · d1 белый слон · f1 белая ладья · g1 белый король | a8 белый ферзь · f8 чёрная ладья · g8 чёрный король · c7 чёрная пешка · e7 чёрный слон · f7 чёрная пешка · g7 чёрная пешка · h7 чёрная пешка · a6 чёрная пешка · b5 чёрная пешка · e5 чёрный конь · f4 чёрный конь · c3 белая пешка · d3 чёрный ферзь · h3 чёрный слон · a2 белая пешка · b2 белая пешка · d2 белая пешка · f2 белая пешка · g2 белая пешка · h2 белая пешка · a1 белая ладья · b1 белый конь · c1 белый слон · d1 белый слон · f1 белая ладья · g1 белый король | a8 белый ферзь · f8 чёрная ладья · g8 чёрный король · c7 чёрная пешка · e7 чёрный слон · f7 чёрная пешка · g7 чёрная пешка · h7 чёрная пешка · a6 чёрная пешка · b5 чёрная пешка · e5 чёрный конь · f4 чёрный конь · c3 белая пешка · d3 чёрный ферзь · h3 чёрный слон · a2 белая пешка · b2 белая пешка · d2 белая пешка · f2 белая пешка · g2 белая пешка · h2 белая пешка · a1 белая ладья · b1 белый конь · c1 белый слон · d1 белый слон · f1 белая ладья · g1 белый король | a8 белый ферзь · f8 чёрная ладья · g8 чёрный король · c7 чёрная пешка · e7 чёрный слон · f7 чёрная пешка · g7 чёрная пешка · h7 чёрная пешка · a6 чёрная пешка · b5 чёрная пешка · e5 чёрный конь · f4 чёрный конь · c3 белая пешка · d3 чёрный ферзь · h3 чёрный слон · a2 белая пешка · b2 белая пешка · d2 белая пешка · f2 белая пешка · g2 белая пешка · h2 белая пешка · a1 белая ладья · b1 белый конь · c1 белый слон · d1 белый слон · f1 белая ладья · g1 белый король | a8 белый ферзь · f8 чёрная ладья · g8 чёрный король · c7 чёрная пешка · e7 чёрный слон · f7 чёрная пешка · g7 чёрная пешка · h7 чёрная пешка · a6 чёрная пешка · b5 чёрная пешка · e5 чёрный конь · f4 чёрный конь · c3 белая пешка · d3 чёрный ферзь · h3 чёрный слон · a2 белая пешка · b2 белая пешка · d2 белая пешка · f2 белая пешка · g2 белая пешка · h2 белая пешка · a1 белая ладья · b1 белый конь · c1 белый слон · d1 белый слон · f1 белая ладья · g1 белый король | 8 |
| 7 | a8 белый ферзь · f8 чёрная ладья · g8 чёрный король · c7 чёрная пешка · e7 чёрный слон · f7 чёрная пешка · g7 чёрная пешка · h7 чёрная пешка · a6 чёрная пешка · b5 чёрная пешка · e5 чёрный конь · f4 чёрный конь · c3 белая пешка · d3 чёрный ферзь · h3 чёрный слон · a2 белая пешка · b2 белая пешка · d2 белая пешка · f2 белая пешка · g2 белая пешка · h2 белая пешка · a1 белая ладья · b1 белый конь · c1 белый слон · d1 белый слон · f1 белая ладья · g1 белый король | a8 белый ферзь · f8 чёрная ладья · g8 чёрный король · c7 чёрная пешка · e7 чёрный слон · f7 чёрная пешка · g7 чёрная пешка · h7 чёрная пешка · a6 чёрная пешка · b5 чёрная пешка · e5 чёрный конь · f4 чёрный конь · c3 белая пешка · d3 чёрный ферзь · h3 чёрный слон · a2 белая пешка · b2 белая пешка · d2 белая пешка · f2 белая пешка · g2 белая пешка · h2 белая пешка · a1 белая ладья · b1 белый конь · c1 белый слон · d1 белый слон · f1 белая ладья · g1 белый король | a8 белый ферзь · f8 чёрная ладья · g8 чёрный король · c7 чёрная пешка · e7 чёрный слон · f7 чёрная пешка · g7 чёрная пешка · h7 чёрная пешка · a6 чёрная пешка · b5 чёрная пешка · e5 чёрный конь · f4 чёрный конь · c3 белая пешка · d3 чёрный ферзь · h3 чёрный слон · a2 белая пешка · b2 белая пешка · d2 белая пешка · f2 белая пешка · g2 белая пешка · h2 белая пешка · a1 белая ладья · b1 белый конь · c1 белый слон · d1 белый слон · f1 белая ладья · g1 белый король | a8 белый ферзь · f8 чёрная ладья · g8 чёрный король · c7 чёрная пешка · e7 чёрный слон · f7 чёрная пешка · g7 чёрная пешка · h7 чёрная пешка · a6 чёрная пешка · b5 чёрная пешка · e5 чёрный конь · f4 чёрный конь · c3 белая пешка · d3 чёрный ферзь · h3 чёрный слон · a2 белая пешка · b2 белая пешка · d2 белая пешка · f2 белая пешка · g2 белая пешка · h2 белая пешка · a1 белая ладья · b1 белый конь · c1 белый слон · d1 белый слон · f1 белая ладья · g1 белый король | a8 белый ферзь · f8 чёрная ладья · g8 чёрный король · c7 чёрная пешка · e7 чёрный слон · f7 чёрная пешка · g7 чёрная пешка · h7 чёрная пешка · a6 чёрная пешка · b5 чёрная пешка · e5 чёрный конь · f4 чёрный конь · c3 белая пешка · d3 чёрный ферзь · h3 чёрный слон · a2 белая пешка · b2 белая пешка · d2 белая пешка · f2 белая пешка · g2 белая пешка · h2 белая пешка · a1 белая ладья · b1 белый конь · c1 белый слон · d1 белый слон · f1 белая ладья · g1 белый король | a8 белый ферзь · f8 чёрная ладья · g8 чёрный король · c7 чёрная пешка · e7 чёрный слон · f7 чёрная пешка · g7 чёрная пешка · h7 чёрная пешка · a6 чёрная пешка · b5 чёрная пешка · e5 чёрный конь · f4 чёрный конь · c3 белая пешка · d3 чёрный ферзь · h3 чёрный слон · a2 белая пешка · b2 белая пешка · d2 белая пешка · f2 белая пешка · g2 белая пешка · h2 белая пешка · a1 белая ладья · b1 белый конь · c1 белый слон · d1 белый слон · f1 белая ладья · g1 белый король | a8 белый ферзь · f8 чёрная ладья · g8 чёрный король · c7 чёрная пешка · e7 чёрный слон · f7 чёрная пешка · g7 чёрная пешка · h7 чёрная пешка · a6 чёрная пешка · b5 чёрная пешка · e5 чёрный конь · f4 чёрный конь · c3 белая пешка · d3 чёрный ферзь · h3 чёрный слон · a2 белая пешка · b2 белая пешка · d2 белая пешка · f2 белая пешка · g2 белая пешка · h2 белая пешка · a1 белая ладья · b1 белый конь · c1 белый слон · d1 белый слон · f1 белая ладья · g1 белый король | a8 белый ферзь · f8 чёрная ладья · g8 чёрный король · c7 чёрная пешка · e7 чёрный слон · f7 чёрная пешка · g7 чёрная пешка · h7 чёрная пешка · a6 чёрная пешка · b5 чёрная пешка · e5 чёрный конь · f4 чёрный конь · c3 белая пешка · d3 чёрный ферзь · h3 чёрный слон · a2 белая пешка · b2 белая пешка · d2 белая пешка · f2 белая пешка · g2 белая пешка · h2 белая пешка · a1 белая ладья · b1 белый конь · c1 белый слон · d1 белый слон · f1 белая ладья · g1 белый король | 7 |
| 6 | a8 белый ферзь · f8 чёрная ладья · g8 чёрный король · c7 чёрная пешка · e7 чёрный слон · f7 чёрная пешка · g7 чёрная пешка · h7 чёрная пешка · a6 чёрная пешка · b5 чёрная пешка · e5 чёрный конь · f4 чёрный конь · c3 белая пешка · d3 чёрный ферзь · h3 чёрный слон · a2 белая пешка · b2 белая пешка · d2 белая пешка · f2 белая пешка · g2 белая пешка · h2 белая пешка · a1 белая ладья · b1 белый конь · c1 белый слон · d1 белый слон · f1 белая ладья · g1 белый король | a8 белый ферзь · f8 чёрная ладья · g8 чёрный король · c7 чёрная пешка · e7 чёрный слон · f7 чёрная пешка · g7 чёрная пешка · h7 чёрная пешка · a6 чёрная пешка · b5 чёрная пешка · e5 чёрный конь · f4 чёрный конь · c3 белая пешка · d3 чёрный ферзь · h3 чёрный слон · a2 белая пешка · b2 белая пешка · d2 белая пешка · f2 белая пешка · g2 белая пешка · h2 белая пешка · a1 белая ладья · b1 белый конь · c1 белый слон · d1 белый слон · f1 белая ладья · g1 белый король | a8 белый ферзь · f8 чёрная ладья · g8 чёрный король · c7 чёрная пешка · e7 чёрный слон · f7 чёрная пешка · g7 чёрная пешка · h7 чёрная пешка · a6 чёрная пешка · b5 чёрная пешка · e5 чёрный конь · f4 чёрный конь · c3 белая пешка · d3 чёрный ферзь · h3 чёрный слон · a2 белая пешка · b2 белая пешка · d2 белая пешка · f2 белая пешка · g2 белая пешка · h2 белая пешка · a1 белая ладья · b1 белый конь · c1 белый слон · d1 белый слон · f1 белая ладья · g1 белый король | a8 белый ферзь · f8 чёрная ладья · g8 чёрный король · c7 чёрная пешка · e7 чёрный слон · f7 чёрная пешка · g7 чёрная пешка · h7 чёрная пешка · a6 чёрная пешка · b5 чёрная пешка · e5 чёрный конь · f4 чёрный конь · c3 белая пешка · d3 чёрный ферзь · h3 чёрный слон · a2 белая пешка · b2 белая пешка · d2 белая пешка · f2 белая пешка · g2 белая пешка · h2 белая пешка · a1 белая ладья · b1 белый конь · c1 белый слон · d1 белый слон · f1 белая ладья · g1 белый король | a8 белый ферзь · f8 чёрная ладья · g8 чёрный король · c7 чёрная пешка · e7 чёрный слон · f7 чёрная пешка · g7 чёрная пешка · h7 чёрная пешка · a6 чёрная пешка · b5 чёрная пешка · e5 чёрный конь · f4 чёрный конь · c3 белая пешка · d3 чёрный ферзь · h3 чёрный слон · a2 белая пешка · b2 белая пешка · d2 белая пешка · f2 белая пешка · g2 белая пешка · h2 белая пешка · a1 белая ладья · b1 белый конь · c1 белый слон · d1 белый слон · f1 белая ладья · g1 белый король | a8 белый ферзь · f8 чёрная ладья · g8 чёрный король · c7 чёрная пешка · e7 чёрный слон · f7 чёрная пешка · g7 чёрная пешка · h7 чёрная пешка · a6 чёрная пешка · b5 чёрная пешка · e5 чёрный конь · f4 чёрный конь · c3 белая пешка · d3 чёрный ферзь · h3 чёрный слон · a2 белая пешка · b2 белая пешка · d2 белая пешка · f2 белая пешка · g2 белая пешка · h2 белая пешка · a1 белая ладья · b1 белый конь · c1 белый слон · d1 белый слон · f1 белая ладья · g1 белый король | a8 белый ферзь · f8 чёрная ладья · g8 чёрный король · c7 чёрная пешка · e7 чёрный слон · f7 чёрная пешка · g7 чёрная пешка · h7 чёрная пешка · a6 чёрная пешка · b5 чёрная пешка · e5 чёрный конь · f4 чёрный конь · c3 белая пешка · d3 чёрный ферзь · h3 чёрный слон · a2 белая пешка · b2 белая пешка · d2 белая пешка · f2 белая пешка · g2 белая пешка · h2 белая пешка · a1 белая ладья · b1 белый конь · c1 белый слон · d1 белый слон · f1 белая ладья · g1 белый король | a8 белый ферзь · f8 чёрная ладья · g8 чёрный король · c7 чёрная пешка · e7 чёрный слон · f7 чёрная пешка · g7 чёрная пешка · h7 чёрная пешка · a6 чёрная пешка · b5 чёрная пешка · e5 чёрный конь · f4 чёрный конь · c3 белая пешка · d3 чёрный ферзь · h3 чёрный слон · a2 белая пешка · b2 белая пешка · d2 белая пешка · f2 белая пешка · g2 белая пешка · h2 белая пешка · a1 белая ладья · b1 белый конь · c1 белый слон · d1 белый слон · f1 белая ладья · g1 белый король | 6 |
| 5 | a8 белый ферзь · f8 чёрная ладья · g8 чёрный король · c7 чёрная пешка · e7 чёрный слон · f7 чёрная пешка · g7 чёрная пешка · h7 чёрная пешка · a6 чёрная пешка · b5 чёрная пешка · e5 чёрный конь · f4 чёрный конь · c3 белая пешка · d3 чёрный ферзь · h3 чёрный слон · a2 белая пешка · b2 белая пешка · d2 белая пешка · f2 белая пешка · g2 белая пешка · h2 белая пешка · a1 белая ладья · b1 белый конь · c1 белый слон · d1 белый слон · f1 белая ладья · g1 белый король | a8 белый ферзь · f8 чёрная ладья · g8 чёрный король · c7 чёрная пешка · e7 чёрный слон · f7 чёрная пешка · g7 чёрная пешка · h7 чёрная пешка · a6 чёрная пешка · b5 чёрная пешка · e5 чёрный конь · f4 чёрный конь · c3 белая пешка · d3 чёрный ферзь · h3 чёрный слон · a2 белая пешка · b2 белая пешка · d2 белая пешка · f2 белая пешка · g2 белая пешка · h2 белая пешка · a1 белая ладья · b1 белый конь · c1 белый слон · d1 белый слон · f1 белая ладья · g1 белый король | a8 белый ферзь · f8 чёрная ладья · g8 чёрный король · c7 чёрная пешка · e7 чёрный слон · f7 чёрная пешка · g7 чёрная пешка · h7 чёрная пешка · a6 чёрная пешка · b5 чёрная пешка · e5 чёрный конь · f4 чёрный конь · c3 белая пешка · d3 чёрный ферзь · h3 чёрный слон · a2 белая пешка · b2 белая пешка · d2 белая пешка · f2 белая пешка · g2 белая пешка · h2 белая пешка · a1 белая ладья · b1 белый конь · c1 белый слон · d1 белый слон · f1 белая ладья · g1 белый король | a8 белый ферзь · f8 чёрная ладья · g8 чёрный король · c7 чёрная пешка · e7 чёрный слон · f7 чёрная пешка · g7 чёрная пешка · h7 чёрная пешка · a6 чёрная пешка · b5 чёрная пешка · e5 чёрный конь · f4 чёрный конь · c3 белая пешка · d3 чёрный ферзь · h3 чёрный слон · a2 белая пешка · b2 белая пешка · d2 белая пешка · f2 белая пешка · g2 белая пешка · h2 белая пешка · a1 белая ладья · b1 белый конь · c1 белый слон · d1 белый слон · f1 белая ладья · g1 белый король | a8 белый ферзь · f8 чёрная ладья · g8 чёрный король · c7 чёрная пешка · e7 чёрный слон · f7 чёрная пешка · g7 чёрная пешка · h7 чёрная пешка · a6 чёрная пешка · b5 чёрная пешка · e5 чёрный конь · f4 чёрный конь · c3 белая пешка · d3 чёрный ферзь · h3 чёрный слон · a2 белая пешка · b2 белая пешка · d2 белая пешка · f2 белая пешка · g2 белая пешка · h2 белая пешка · a1 белая ладья · b1 белый конь · c1 белый слон · d1 белый слон · f1 белая ладья · g1 белый король | a8 белый ферзь · f8 чёрная ладья · g8 чёрный король · c7 чёрная пешка · e7 чёрный слон · f7 чёрная пешка · g7 чёрная пешка · h7 чёрная пешка · a6 чёрная пешка · b5 чёрная пешка · e5 чёрный конь · f4 чёрный конь · c3 белая пешка · d3 чёрный ферзь · h3 чёрный слон · a2 белая пешка · b2 белая пешка · d2 белая пешка · f2 белая пешка · g2 белая пешка · h2 белая пешка · a1 белая ладья · b1 белый конь · c1 белый слон · d1 белый слон · f1 белая ладья · g1 белый король | a8 белый ферзь · f8 чёрная ладья · g8 чёрный король · c7 чёрная пешка · e7 чёрный слон · f7 чёрная пешка · g7 чёрная пешка · h7 чёрная пешка · a6 чёрная пешка · b5 чёрная пешка · e5 чёрный конь · f4 чёрный конь · c3 белая пешка · d3 чёрный ферзь · h3 чёрный слон · a2 белая пешка · b2 белая пешка · d2 белая пешка · f2 белая пешка · g2 белая пешка · h2 белая пешка · a1 белая ладья · b1 белый конь · c1 белый слон · d1 белый слон · f1 белая ладья · g1 белый король | a8 белый ферзь · f8 чёрная ладья · g8 чёрный король · c7 чёрная пешка · e7 чёрный слон · f7 чёрная пешка · g7 чёрная пешка · h7 чёрная пешка · a6 чёрная пешка · b5 чёрная пешка · e5 чёрный конь · f4 чёрный конь · c3 белая пешка · d3 чёрный ферзь · h3 чёрный слон · a2 белая пешка · b2 белая пешка · d2 белая пешка · f2 белая пешка · g2 белая пешка · h2 белая пешка · a1 белая ладья · b1 белый конь · c1 белый слон · d1 белый слон · f1 белая ладья · g1 белый король | 5 |
| 4 | a8 белый ферзь · f8 чёрная ладья · g8 чёрный король · c7 чёрная пешка · e7 чёрный слон · f7 чёрная пешка · g7 чёрная пешка · h7 чёрная пешка · a6 чёрная пешка · b5 чёрная пешка · e5 чёрный конь · f4 чёрный конь · c3 белая пешка · d3 чёрный ферзь · h3 чёрный слон · a2 белая пешка · b2 белая пешка · d2 белая пешка · f2 белая пешка · g2 белая пешка · h2 белая пешка · a1 белая ладья · b1 белый конь · c1 белый слон · d1 белый слон · f1 белая ладья · g1 белый король | a8 белый ферзь · f8 чёрная ладья · g8 чёрный король · c7 чёрная пешка · e7 чёрный слон · f7 чёрная пешка · g7 чёрная пешка · h7 чёрная пешка · a6 чёрная пешка · b5 чёрная пешка · e5 чёрный конь · f4 чёрный конь · c3 белая пешка · d3 чёрный ферзь · h3 чёрный слон · a2 белая пешка · b2 белая пешка · d2 белая пешка · f2 белая пешка · g2 белая пешка · h2 белая пешка · a1 белая ладья · b1 белый конь · c1 белый слон · d1 белый слон · f1 белая ладья · g1 белый король | a8 белый ферзь · f8 чёрная ладья · g8 чёрный король · c7 чёрная пешка · e7 чёрный слон · f7 чёрная пешка · g7 чёрная пешка · h7 чёрная пешка · a6 чёрная пешка · b5 чёрная пешка · e5 чёрный конь · f4 чёрный конь · c3 белая пешка · d3 чёрный ферзь · h3 чёрный слон · a2 белая пешка · b2 белая пешка · d2 белая пешка · f2 белая пешка · g2 белая пешка · h2 белая пешка · a1 белая ладья · b1 белый конь · c1 белый слон · d1 белый слон · f1 белая ладья · g1 белый король | a8 белый ферзь · f8 чёрная ладья · g8 чёрный король · c7 чёрная пешка · e7 чёрный слон · f7 чёрная пешка · g7 чёрная пешка · h7 чёрная пешка · a6 чёрная пешка · b5 чёрная пешка · e5 чёрный конь · f4 чёрный конь · c3 белая пешка · d3 чёрный ферзь · h3 чёрный слон · a2 белая пешка · b2 белая пешка · d2 белая пешка · f2 белая пешка · g2 белая пешка · h2 белая пешка · a1 белая ладья · b1 белый конь · c1 белый слон · d1 белый слон · f1 белая ладья · g1 белый король | a8 белый ферзь · f8 чёрная ладья · g8 чёрный король · c7 чёрная пешка · e7 чёрный слон · f7 чёрная пешка · g7 чёрная пешка · h7 чёрная пешка · a6 чёрная пешка · b5 чёрная пешка · e5 чёрный конь · f4 чёрный конь · c3 белая пешка · d3 чёрный ферзь · h3 чёрный слон · a2 белая пешка · b2 белая пешка · d2 белая пешка · f2 белая пешка · g2 белая пешка · h2 белая пешка · a1 белая ладья · b1 белый конь · c1 белый слон · d1 белый слон · f1 белая ладья · g1 белый король | a8 белый ферзь · f8 чёрная ладья · g8 чёрный король · c7 чёрная пешка · e7 чёрный слон · f7 чёрная пешка · g7 чёрная пешка · h7 чёрная пешка · a6 чёрная пешка · b5 чёрная пешка · e5 чёрный конь · f4 чёрный конь · c3 белая пешка · d3 чёрный ферзь · h3 чёрный слон · a2 белая пешка · b2 белая пешка · d2 белая пешка · f2 белая пешка · g2 белая пешка · h2 белая пешка · a1 белая ладья · b1 белый конь · c1 белый слон · d1 белый слон · f1 белая ладья · g1 белый король | a8 белый ферзь · f8 чёрная ладья · g8 чёрный король · c7 чёрная пешка · e7 чёрный слон · f7 чёрная пешка · g7 чёрная пешка · h7 чёрная пешка · a6 чёрная пешка · b5 чёрная пешка · e5 чёрный конь · f4 чёрный конь · c3 белая пешка · d3 чёрный ферзь · h3 чёрный слон · a2 белая пешка · b2 белая пешка · d2 белая пешка · f2 белая пешка · g2 белая пешка · h2 белая пешка · a1 белая ладья · b1 белый конь · c1 белый слон · d1 белый слон · f1 белая ладья · g1 белый король | a8 белый ферзь · f8 чёрная ладья · g8 чёрный король · c7 чёрная пешка · e7 чёрный слон · f7 чёрная пешка · g7 чёрная пешка · h7 чёрная пешка · a6 чёрная пешка · b5 чёрная пешка · e5 чёрный конь · f4 чёрный конь · c3 белая пешка · d3 чёрный ферзь · h3 чёрный слон · a2 белая пешка · b2 белая пешка · d2 белая пешка · f2 белая пешка · g2 белая пешка · h2 белая пешка · a1 белая ладья · b1 белый конь · c1 белый слон · d1 белый слон · f1 белая ладья · g1 белый король | 4 |
| 3 | a8 белый ферзь · f8 чёрная ладья · g8 чёрный король · c7 чёрная пешка · e7 чёрный слон · f7 чёрная пешка · g7 чёрная пешка · h7 чёрная пешка · a6 чёрная пешка · b5 чёрная пешка · e5 чёрный конь · f4 чёрный конь · c3 белая пешка · d3 чёрный ферзь · h3 чёрный слон · a2 белая пешка · b2 белая пешка · d2 белая пешка · f2 белая пешка · g2 белая пешка · h2 белая пешка · a1 белая ладья · b1 белый конь · c1 белый слон · d1 белый слон · f1 белая ладья · g1 белый король | a8 белый ферзь · f8 чёрная ладья · g8 чёрный король · c7 чёрная пешка · e7 чёрный слон · f7 чёрная пешка · g7 чёрная пешка · h7 чёрная пешка · a6 чёрная пешка · b5 чёрная пешка · e5 чёрный конь · f4 чёрный конь · c3 белая пешка · d3 чёрный ферзь · h3 чёрный слон · a2 белая пешка · b2 белая пешка · d2 белая пешка · f2 белая пешка · g2 белая пешка · h2 белая пешка · a1 белая ладья · b1 белый конь · c1 белый слон · d1 белый слон · f1 белая ладья · g1 белый король | a8 белый ферзь · f8 чёрная ладья · g8 чёрный король · c7 чёрная пешка · e7 чёрный слон · f7 чёрная пешка · g7 чёрная пешка · h7 чёрная пешка · a6 чёрная пешка · b5 чёрная пешка · e5 чёрный конь · f4 чёрный конь · c3 белая пешка · d3 чёрный ферзь · h3 чёрный слон · a2 белая пешка · b2 белая пешка · d2 белая пешка · f2 белая пешка · g2 белая пешка · h2 белая пешка · a1 белая ладья · b1 белый конь · c1 белый слон · d1 белый слон · f1 белая ладья · g1 белый король | a8 белый ферзь · f8 чёрная ладья · g8 чёрный король · c7 чёрная пешка · e7 чёрный слон · f7 чёрная пешка · g7 чёрная пешка · h7 чёрная пешка · a6 чёрная пешка · b5 чёрная пешка · e5 чёрный конь · f4 чёрный конь · c3 белая пешка · d3 чёрный ферзь · h3 чёрный слон · a2 белая пешка · b2 белая пешка · d2 белая пешка · f2 белая пешка · g2 белая пешка · h2 белая пешка · a1 белая ладья · b1 белый конь · c1 белый слон · d1 белый слон · f1 белая ладья · g1 белый король | a8 белый ферзь · f8 чёрная ладья · g8 чёрный король · c7 чёрная пешка · e7 чёрный слон · f7 чёрная пешка · g7 чёрная пешка · h7 чёрная пешка · a6 чёрная пешка · b5 чёрная пешка · e5 чёрный конь · f4 чёрный конь · c3 белая пешка · d3 чёрный ферзь · h3 чёрный слон · a2 белая пешка · b2 белая пешка · d2 белая пешка · f2 белая пешка · g2 белая пешка · h2 белая пешка · a1 белая ладья · b1 белый конь · c1 белый слон · d1 белый слон · f1 белая ладья · g1 белый король | a8 белый ферзь · f8 чёрная ладья · g8 чёрный король · c7 чёрная пешка · e7 чёрный слон · f7 чёрная пешка · g7 чёрная пешка · h7 чёрная пешка · a6 чёрная пешка · b5 чёрная пешка · e5 чёрный конь · f4 чёрный конь · c3 белая пешка · d3 чёрный ферзь · h3 чёрный слон · a2 белая пешка · b2 белая пешка · d2 белая пешка · f2 белая пешка · g2 белая пешка · h2 белая пешка · a1 белая ладья · b1 белый конь · c1 белый слон · d1 белый слон · f1 белая ладья · g1 белый король | a8 белый ферзь · f8 чёрная ладья · g8 чёрный король · c7 чёрная пешка · e7 чёрный слон · f7 чёрная пешка · g7 чёрная пешка · h7 чёрная пешка · a6 чёрная пешка · b5 чёрная пешка · e5 чёрный конь · f4 чёрный конь · c3 белая пешка · d3 чёрный ферзь · h3 чёрный слон · a2 белая пешка · b2 белая пешка · d2 белая пешка · f2 белая пешка · g2 белая пешка · h2 белая пешка · a1 белая ладья · b1 белый конь · c1 белый слон · d1 белый слон · f1 белая ладья · g1 белый король | a8 белый ферзь · f8 чёрная ладья · g8 чёрный король · c7 чёрная пешка · e7 чёрный слон · f7 чёрная пешка · g7 чёрная пешка · h7 чёрная пешка · a6 чёрная пешка · b5 чёрная пешка · e5 чёрный конь · f4 чёрный конь · c3 белая пешка · d3 чёрный ферзь · h3 чёрный слон · a2 белая пешка · b2 белая пешка · d2 белая пешка · f2 белая пешка · g2 белая пешка · h2 белая пешка · a1 белая ладья · b1 белый конь · c1 белый слон · d1 белый слон · f1 белая ладья · g1 белый король | 3 |
| 2 | a8 белый ферзь · f8 чёрная ладья · g8 чёрный король · c7 чёрная пешка · e7 чёрный слон · f7 чёрная пешка · g7 чёрная пешка · h7 чёрная пешка · a6 чёрная пешка · b5 чёрная пешка · e5 чёрный конь · f4 чёрный конь · c3 белая пешка · d3 чёрный ферзь · h3 чёрный слон · a2 белая пешка · b2 белая пешка · d2 белая пешка · f2 белая пешка · g2 белая пешка · h2 белая пешка · a1 белая ладья · b1 белый конь · c1 белый слон · d1 белый слон · f1 белая ладья · g1 белый король | a8 белый ферзь · f8 чёрная ладья · g8 чёрный король · c7 чёрная пешка · e7 чёрный слон · f7 чёрная пешка · g7 чёрная пешка · h7 чёрная пешка · a6 чёрная пешка · b5 чёрная пешка · e5 чёрный конь · f4 чёрный конь · c3 белая пешка · d3 чёрный ферзь · h3 чёрный слон · a2 белая пешка · b2 белая пешка · d2 белая пешка · f2 белая пешка · g2 белая пешка · h2 белая пешка · a1 белая ладья · b1 белый конь · c1 белый слон · d1 белый слон · f1 белая ладья · g1 белый король | a8 белый ферзь · f8 чёрная ладья · g8 чёрный король · c7 чёрная пешка · e7 чёрный слон · f7 чёрная пешка · g7 чёрная пешка · h7 чёрная пешка · a6 чёрная пешка · b5 чёрная пешка · e5 чёрный конь · f4 чёрный конь · c3 белая пешка · d3 чёрный ферзь · h3 чёрный слон · a2 белая пешка · b2 белая пешка · d2 белая пешка · f2 белая пешка · g2 белая пешка · h2 белая пешка · a1 белая ладья · b1 белый конь · c1 белый слон · d1 белый слон · f1 белая ладья · g1 белый король | a8 белый ферзь · f8 чёрная ладья · g8 чёрный король · c7 чёрная пешка · e7 чёрный слон · f7 чёрная пешка · g7 чёрная пешка · h7 чёрная пешка · a6 чёрная пешка · b5 чёрная пешка · e5 чёрный конь · f4 чёрный конь · c3 белая пешка · d3 чёрный ферзь · h3 чёрный слон · a2 белая пешка · b2 белая пешка · d2 белая пешка · f2 белая пешка · g2 белая пешка · h2 белая пешка · a1 белая ладья · b1 белый конь · c1 белый слон · d1 белый слон · f1 белая ладья · g1 белый король | a8 белый ферзь · f8 чёрная ладья · g8 чёрный король · c7 чёрная пешка · e7 чёрный слон · f7 чёрная пешка · g7 чёрная пешка · h7 чёрная пешка · a6 чёрная пешка · b5 чёрная пешка · e5 чёрный конь · f4 чёрный конь · c3 белая пешка · d3 чёрный ферзь · h3 чёрный слон · a2 белая пешка · b2 белая пешка · d2 белая пешка · f2 белая пешка · g2 белая пешка · h2 белая пешка · a1 белая ладья · b1 белый конь · c1 белый слон · d1 белый слон · f1 белая ладья · g1 белый король | a8 белый ферзь · f8 чёрная ладья · g8 чёрный король · c7 чёрная пешка · e7 чёрный слон · f7 чёрная пешка · g7 чёрная пешка · h7 чёрная пешка · a6 чёрная пешка · b5 чёрная пешка · e5 чёрный конь · f4 чёрный конь · c3 белая пешка · d3 чёрный ферзь · h3 чёрный слон · a2 белая пешка · b2 белая пешка · d2 белая пешка · f2 белая пешка · g2 белая пешка · h2 белая пешка · a1 белая ладья · b1 белый конь · c1 белый слон · d1 белый слон · f1 белая ладья · g1 белый король | a8 белый ферзь · f8 чёрная ладья · g8 чёрный король · c7 чёрная пешка · e7 чёрный слон · f7 чёрная пешка · g7 чёрная пешка · h7 чёрная пешка · a6 чёрная пешка · b5 чёрная пешка · e5 чёрный конь · f4 чёрный конь · c3 белая пешка · d3 чёрный ферзь · h3 чёрный слон · a2 белая пешка · b2 белая пешка · d2 белая пешка · f2 белая пешка · g2 белая пешка · h2 белая пешка · a1 белая ладья · b1 белый конь · c1 белый слон · d1 белый слон · f1 белая ладья · g1 белый король | a8 белый ферзь · f8 чёрная ладья · g8 чёрный король · c7 чёрная пешка · e7 чёрный слон · f7 чёрная пешка · g7 чёрная пешка · h7 чёрная пешка · a6 чёрная пешка · b5 чёрная пешка · e5 чёрный конь · f4 чёрный конь · c3 белая пешка · d3 чёрный ферзь · h3 чёрный слон · a2 белая пешка · b2 белая пешка · d2 белая пешка · f2 белая пешка · g2 белая пешка · h2 белая пешка · a1 белая ладья · b1 белый конь · c1 белый слон · d1 белый слон · f1 белая ладья · g1 белый король | 2 |
| 1 | a8 белый ферзь · f8 чёрная ладья · g8 чёрный король · c7 чёрная пешка · e7 чёрный слон · f7 чёрная пешка · g7 чёрная пешка · h7 чёрная пешка · a6 чёрная пешка · b5 чёрная пешка · e5 чёрный конь · f4 чёрный конь · c3 белая пешка · d3 чёрный ферзь · h3 чёрный слон · a2 белая пешка · b2 белая пешка · d2 белая пешка · f2 белая пешка · g2 белая пешка · h2 белая пешка · a1 белая ладья · b1 белый конь · c1 белый слон · d1 белый слон · f1 белая ладья · g1 белый король | a8 белый ферзь · f8 чёрная ладья · g8 чёрный король · c7 чёрная пешка · e7 чёрный слон · f7 чёрная пешка · g7 чёрная пешка · h7 чёрная пешка · a6 чёрная пешка · b5 чёрная пешка · e5 чёрный конь · f4 чёрный конь · c3 белая пешка · d3 чёрный ферзь · h3 чёрный слон · a2 белая пешка · b2 белая пешка · d2 белая пешка · f2 белая пешка · g2 белая пешка · h2 белая пешка · a1 белая ладья · b1 белый конь · c1 белый слон · d1 белый слон · f1 белая ладья · g1 белый король | a8 белый ферзь · f8 чёрная ладья · g8 чёрный король · c7 чёрная пешка · e7 чёрный слон · f7 чёрная пешка · g7 чёрная пешка · h7 чёрная пешка · a6 чёрная пешка · b5 чёрная пешка · e5 чёрный конь · f4 чёрный конь · c3 белая пешка · d3 чёрный ферзь · h3 чёрный слон · a2 белая пешка · b2 белая пешка · d2 белая пешка · f2 белая пешка · g2 белая пешка · h2 белая пешка · a1 белая ладья · b1 белый конь · c1 белый слон · d1 белый слон · f1 белая ладья · g1 белый король | a8 белый ферзь · f8 чёрная ладья · g8 чёрный король · c7 чёрная пешка · e7 чёрный слон · f7 чёрная пешка · g7 чёрная пешка · h7 чёрная пешка · a6 чёрная пешка · b5 чёрная пешка · e5 чёрный конь · f4 чёрный конь · c3 белая пешка · d3 чёрный ферзь · h3 чёрный слон · a2 белая пешка · b2 белая пешка · d2 белая пешка · f2 белая пешка · g2 белая пешка · h2 белая пешка · a1 белая ладья · b1 белый конь · c1 белый слон · d1 белый слон · f1 белая ладья · g1 белый король | a8 белый ферзь · f8 чёрная ладья · g8 чёрный король · c7 чёрная пешка · e7 чёрный слон · f7 чёрная пешка · g7 чёрная пешка · h7 чёрная пешка · a6 чёрная пешка · b5 чёрная пешка · e5 чёрный конь · f4 чёрный конь · c3 белая пешка · d3 чёрный ферзь · h3 чёрный слон · a2 белая пешка · b2 белая пешка · d2 белая пешка · f2 белая пешка · g2 белая пешка · h2 белая пешка · a1 белая ладья · b1 белый конь · c1 белый слон · d1 белый слон · f1 белая ладья · g1 белый король | a8 белый ферзь · f8 чёрная ладья · g8 чёрный король · c7 чёрная пешка · e7 чёрный слон · f7 чёрная пешка · g7 чёрная пешка · h7 чёрная пешка · a6 чёрная пешка · b5 чёрная пешка · e5 чёрный конь · f4 чёрный конь · c3 белая пешка · d3 чёрный ферзь · h3 чёрный слон · a2 белая пешка · b2 белая пешка · d2 белая пешка · f2 белая пешка · g2 белая пешка · h2 белая пешка · a1 белая ладья · b1 белый конь · c1 белый слон · d1 белый слон · f1 белая ладья · g1 белый король | a8 белый ферзь · f8 чёрная ладья · g8 чёрный король · c7 чёрная пешка · e7 чёрный слон · f7 чёрная пешка · g7 чёрная пешка · h7 чёрная пешка · a6 чёрная пешка · b5 чёрная пешка · e5 чёрный конь · f4 чёрный конь · c3 белая пешка · d3 чёрный ферзь · h3 чёрный слон · a2 белая пешка · b2 белая пешка · d2 белая пешка · f2 белая пешка · g2 белая пешка · h2 белая пешка · a1 белая ладья · b1 белый конь · c1 белый слон · d1 белый слон · f1 белая ладья · g1 белый король | a8 белый ферзь · f8 чёрная ладья · g8 чёрный король · c7 чёрная пешка · e7 чёрный слон · f7 чёрная пешка · g7 чёрная пешка · h7 чёрная пешка · a6 чёрная пешка · b5 чёрная пешка · e5 чёрный конь · f4 чёрный конь · c3 белая пешка · d3 чёрный ферзь · h3 чёрный слон · a2 белая пешка · b2 белая пешка · d2 белая пешка · f2 белая пешка · g2 белая пешка · h2 белая пешка · a1 белая ладья · b1 белый конь · c1 белый слон · d1 белый слон · f1 белая ладья · g1 белый король | 1 |
|   | a | b | c | d | e | f | g | h |   |

Во время космического перелёта один из пилотов, Фрэнк Пул, играет в шахматы (миттельшпиль, с позиции Q4rk1/2p1bppp/p7/1p2n3/5n2/2Pq3b/PP1P1PPP/RNBB1RK1) на планшетном компьютере против HAL 9000, производя ходы жестами, и комментируя голосом.
- 1. Ф a8-a6 (??), С h3-g2.
- 2. Л f1-e1, Ф d3-f3.

Принеся в жертву ферзя, HAL 9000 вслух анализирует дальнейшую перспективу партии, после чего пилот сдаётся.
- 3. С d1-f3, К e5-f3#.

При этом, если не следовать советам БЦВМ, у человека оставались ещё несколько вариантов для продолжения.
В сиквеле кинофильма учёный Хейвуд Флойд отказывается от предложения HAL 9000 сыграть в шахматы.

### Версия 2018 года
К 50-летнему юбилею в 2018 году была выпущена новая отреставрированная 70-миллиметровая версия (предыдущая была выпущена в 2001 году), в которой на этот раз оригинальный негатив прошёл фотохимическую обработку, а не цифровую. Реставрация проводилась под руководством кинорежиссёра Кристофера Нолана. Премьерный показ этой версии открыл 71-й Каннский кинофестиваль. После этого летом 2018 года прошёл ограниченный международный прокат фильма в кинотеатрах с соответствующим оборудованием.

## Философия
«Космическая одиссея» — не знающий себе равных памятник, великое провидение будущего, непревзойдённое в своём понимании человека и Вселенной. И это заявление прозвучало в то время, которое с высоты сегодняшнего дня представляется едва ли не вершиной технологического оптимизма человечества.
На фоне классической музыки перед зрителем проходит целая череда завораживающе медлительных комбинированных съёмок, подчёркивающих красоту Вселенной и совершенство созидательного гения человека. «Космическая одиссея 2001» проводит зрителя через историю человечества — от каменного века к звёздной эре, недостижимой пока и манящей цели. Фильм рассматривает интеллект как границу между животным и человеком и задаёт вопрос: а какой будет следующая граница, и что будет за ней? «Одиссея» при этом, как и другие фильмы Кубрика, полна элементами сюрреализма. Гуманизм и величие творений человека в этой ленте сочетаются с технологическим тупиком и кризисом развития, при котором люди гибнут от созданных ими же машин.
В одном из интервью Кубрик заявил, что «сердцем фильма» является «понятие Бога». Однако он предпочёл представить высшее сознание не в виде антропоморфных существ с другой планеты или седого старика на облаке, а геометрически совершенной фигуры. «Важно прочувствовать определённые вещи, а не проговорить их словами, — говорит Кубрик. — Следует оставлять пищу для воображения зрителя». Звёздное дитя представлено в фильме как качественно новый этап развития сознания, своего рода новый Мессия (неслучайно в фильме звучит музыка к ницшеанскому трактату). Кубрик определял перерождённого в конце фильма Боумена как «усовершенствованного человека, сверхчеловека, если угодно», и говорил, что он «возвращается на Землю готовым к следующему прыжку в эволюционном развитии рода людского».

## Музыка
Для голливудского мейнстрима в фильме исключительно мало диалогов. Первое слово произносится лишь на 26-й минуте ленты. Зато не меньшее, чем «картинка», значение для восприятия фильма имеет музыкальный ряд, составленный как из классических произведений, так и из вкраплений музыкального авангарда.
Начальные титры фильма и эпизод подбрасывания кости обезьяной сопровождаются первыми аккордами симфонической поэмы «Так говорил Заратустра», написанной Рихардом Штраусом в 1896 году. Вальс Иоганна Штрауса «На прекрасном голубом Дунае» сопровождает в фильме демонстрацию космических достижений. Под музыку вальса перед зрителем проплывают летательные аппараты. Вальс звучит и на фоне финальных титров, а также после них — при чёрном экране. Музыка органично дополняет величественные и неторопливые движения космических кораблей и небесных тел. По словам Яна Харлана, во время работы над картиной Кубрик слушал Антона Брукнера, Яна Сибелиуса и Густава Холста.
Несколько раз в фильме звучит Адажио из балета «Гаянэ» Арама Хачатуряна.
После выхода фильма обнаружилось, что без ведома композитора в нём звучат фрагменты микрополифонических произведений венгерского авангардиста Лигети (Lux Aeterna). Это послужило причиной длительного разбирательства. Музыка Лигети, лишённая звуковысотной определённости и воспринимаемая рядовым зрителем как музыкально-шумовая масса, сопровождает самые первые минуты фильма (при чёрном экране), появление монолита, путешествие героя через фантастические пространства в финале фильма. Впоследствии Кубрик использовал музыку Лигети в лентах «Сияние» и «С широко закрытыми глазами».
Первоначально для написания музыки к фильму Кубрик обратился к композитору Алексу Норту, который уже делал это для «Спартака». Он написал её, однако режиссёр решил отказаться от этого саундтрека в пользу классики, о чём Норт узнал только после премьеры и был расстроен этим. Тем не менее его версия звуковой дорожки доступна и с ней можно ознакомиться (см. en:2001: A Space Odyssey (score)).

## Сиквел
У фильма «Космическая одиссея 2001» существует продолжение — фильм «Космическая одиссея 2010», снятый в 1984 году. Этот фильм является экранизацией второй книги в серии «Космическая одиссея» Кларка, режиссёром был Питер Хаймс, и он не приобрёл такого количества поклонников, как его предшественник.

## Восприятие
«Космическая одиссея» Стэнли Кубрика мне кажется совершенно неестественной: выморочная, стерильная атмосфера, будто в музее, где демонстрируются технические достижения.
После выхода фильма критические отзывы были самыми разнообразными и варьировались от восторженных отзывов до разгромных статей и насмешек. При этом многие нью-йоркские критики были особенно бескомпромиссными. Кубрик назвал их «догматически атеистическими, материалистическими и приземленными». Некоторые критики смотрели оригинальную версию фильма длиной в 161 минуту, показанную на премьерах в Вашингтоне, округе Колумбия, Нью-Йорке и Лос-Анджелесе. Кир Дулли, исполнитель главной роли, заметил, что во время премьеры фильма в Нью-Йорке зал покинуло 250 человек ещё до окончания фильма. Известный актёр Рок Хадсон также покинул зал задолго до окончания, назвав увиденное «бредом». Дулли заметил, однако, что никто не ожидал, что фильм вызовет такой интерес публики, а через несколько месяцев после премьеры было замечено, как люди приходили на просмотр, накурившись весёлых сигарет. «Кто-то в Сан-Франциско даже вбежал прямо в экран с криком: „Вот Бог!“. Потом писали плакаты с надписью: „2001 год — исключительный трип!“».
Пенелопа Гильятт, критик издания The New Yorker, заметила, что фильм гипнотически привлекательный, масштабный, но настолько же тяжёлый и невыносимый для просмотра. Чарльз Чамплин из Los Angeles Times высказал мнение, что это «кинокартина, о которой фанаты научной фантастики во всех уголках мира и всех возрастов молились (зачастую без надежды), чтобы индустрия однажды дала бы им её. Это предельное выражение научно-фантастического фильма, потрясающее воплощение космического будущего… это веха, ориентир для новой космической эпохи в искусстве кино». Луиза Суини из Christian Science Monitor заметила, что 2001 — это «блестящая межгалактическая сатира на современные технологии. Это также ослепительный 160-минутный тур в мир Кубрика, „по вселенной за пределами нашей Земли“». Филип Френч писал, что фильм был «возможно, первым высокобюджетным шедевром со времен „Нетерпимости“ Дэвида Гриффита пятьдесят лет назад, который можно рассматривать как работу одного человека… Космическая одиссея — очень важная веха — водяная отметка создания научно-фантастического фильма или, по крайней мере, футуристической ветви киножанра[прояснить]».
Другая часть критиков оставила отрицательные отзывы о фильме, например, Полин Кель назвала его «монументально невообразимым фильмом», а Стэнли Кауфманн из The New Republic назвал фильм «настолько скучным, что он даже притупляет наш интерес к технической изобретательности, ради которой Кубрик позволил ему стать скучным». Рената Адлер из The New York Times писала, что это фильм находится «где-то между гипнотическим и невероятно скучным». Эндрю Саррис с журнала Village Voice назвал картину «одним из самых мрачных фильмов, которые я когда-либо видел в своей жизни… 2001 год — это катастрофа, потому что она слишком абстрактна, чтобы её резюмировать». Саррис после второго просмотра фильма изменил свое мнение и заявил, что «2001 год — действительно масштабная работа талантливого художника». Джон Саймон чувствовал, что это «прискорбный провал, хотя и не полный. Фильм завораживает, когда он концентрируется на обезьянах или машинах… и ужасен, когда он имеет дело с промежуточным положением: люди … 2001 год, несмотря на все его живое визуальное и механическое зрелище, являются своего рода пространством, а история получилась очередной попыткой объяснить библейские понятия научно-фантастическими тропами». Выдающийся историк Артур Мейер Шлезингер посчитал фильм «морально претенциозным, интеллектуально неясным и неоправданно длинным… вышедшим из-под контроля». В обзоре 2001 года Би-би-си сказала, что медленный темп фильма часто отталкивает современную аудиторию, даже в большей степени, чем при первоначальном выпуске фильма.
Сегодня «2001: Космическая Одиссея» считается одним из главных художественных произведений XX века, многие критики и режиссёры считают его шедевром.